# Carl Bengtström
Carl Bengtström (* 13. Januar 2000 in Landvetter) ist ein schwedischer Sprinter und Hürdenläufer, der sich auf die 400-Meter-Distanz spezialisiert hat. Aktuell ist er Inhaber des Landesrekordes über 400 Meter Hürden.

## Sportliche Laufbahn
Erste internationale Erfahrungen sammelte Carl Bengtström im Jahr 2016, als er bei den erstmals ausgetragenen Jugendeuropameisterschaften in Tiflis im 400-Meter-Lauf mit 49,22 s in der ersten Runde ausschied und mit der schwedischen Sprintstaffel (1000 Meter) in 1:56,29 min den siebten Platz belegte. Im Jahr darauf erreichte er bei den U20-Europameisterschaften in Grosseto über 400 Meter das Halbfinale und schied dort mit 48,08 s aus. 2018 nahm er dann im 400-Meter-Hürdenlauf an den U20-Weltmeisterschaften in Tampere teil und schied dort mit 51,55 s im Halbfinale aus. Anschließend nahm er mit der schwedischen 4-mal-400-Meter-Staffel an den Europameisterschaften in Berlin teil, wurde aber im Vorlauf disqualifiziert. Im Jahr darauf schied er bei den Halleneuropameisterschaften in Glasgow über 400 Meter mit 49,50 s in der ersten Runde aus und siegte anschließend im Hürdenlauf in 50,32 s bei den U20-Europameisterschaften im heimischen Borås. 2021 gelangte er bei den Halleneuropameisterschaften in Toruń über 400 Meter bis ins Finale und belegte dort in 46,42 s den vierten Platz. Anschließend verpasste er bei den U23-Europameisterschaften in Tallinn mit 3:10,25 min den Finaleinzug mit der 4-mal-400-Meter-Staffel. Im September siegte er in 48,53 s bei der Gala dei Castelli. Im Jahr darauf startete er über 400 Meter bei den Hallenweltmeisterschaften in Belgrad und gewann dort mit neuem schwedischen Rekord von 45,33 s die Bronzemedaille hinter Jereem Richards aus Trinidad und Tobago und dem US-Amerikaner Trevor Bassitt. Im Juni siegte er in 49,57 s beim Sollentuna GP und schied dann bei den Weltmeisterschaften in Eugene mit 48,75 s im Halbfinale aus. Auch bei den Europameisterschaften in München mit 49,52 s im Semifinale aus.
2023 gewann er bei den Halleneuropameisterschaften in Istanbul in 45,77 s die Bronzemedaille hinter dem Norweger Karsten Warholm und Julien Watrin aus Belgien. Im August startete er bei den Weltmeisterschaften in Budapest ebenfalls über die flache Distanz und wurde dort in der ersten Runde wegen einer Bahnübertretung disqualifiziert. Im Jahr darauf verbesserte er bei den Europameisterschaften in Rom den schwedischen Landesrekord über 400 Meter Hürden auf 47,94 s und sicherte sich damit die Bronzemedaille hinter dem Norweger Karsten Warholm und Alessandro Sibilio aus Italien. Anschließend schied er bei den Olympischen Sommerspielen in Paris mit 49,56 s im Halbfinale aus.
In den Jahren 2019 und 2021 wurde Bengtström schwedischer Meister im 400-Meter-Hürdenlauf sowie 2018 und 2019 sowie 2021, 2023 und 2024 Hallenmeister über 400 Meter und 2020 und 2022 im 200-Meter-Lauf. Zudem wurde er von 2022 bis 2024 Landesmeister im 400-Meter-Lauf.

## Persönliche Bestleistungen
- 200 Meter: 20,78 s (+1,9 m/s), 27. August 2024 in Sollentuna
  - 200 Meter (Halle): 20,92 s, 26. Februar 2022 in Växjö
- 400 Meter: 45,91 s, 22. Juli 2023 in Madrid
  - 400 Meter (Halle): 45,33 s, 19. März 2022 in Belgrad (schwedischer Rekord)
- 400 m Hürden: 47,94 s, 11. Juni 2024 in Rom (schwedischer Rekord)